# Draperia

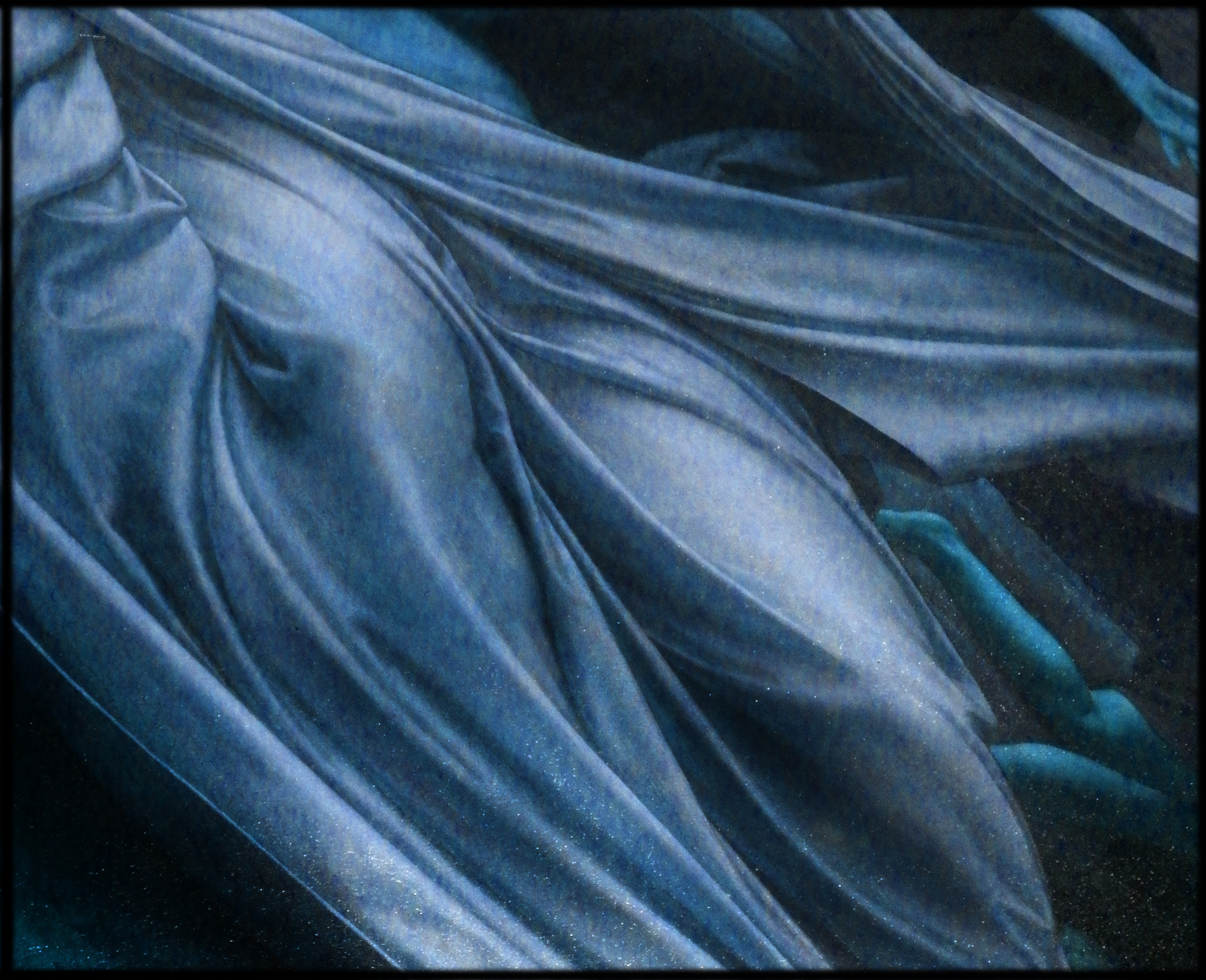
Malarskie odwzorowanie draperii

Draperia – dekoracyjna tkanina ułożona w ozdobne fałdy, stosowana jako element wystroju wnętrz.
Draperie szczególnie popularne były w reprezentacyjnych wnętrzach barokowych.
Tworzono także imitacje draperii ze stiuku, tynku, kamienia lub drewna, niekiedy pozłacane, które oprócz dekoracji wnętrz służyły również do ozdabiania ołtarzy i nagrobków, a od XVIII wieku także elewacji.
Występują również w malarstwie i grafice, najczęściej w postaci rozsuniętych kotar lub festonów, mogą być dopełnieniem kompozycji obrazu np. martwej natury lub portretów. Ze stosowania draperii jako tła w swoich obrazach słynął Antoon van Dyck.